# Emu Field

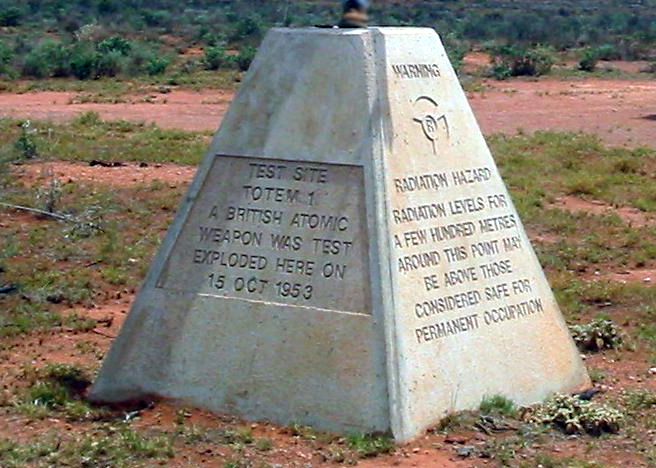
Obelisk an der Stelle der Totem 1-Explosion

Emu Field ist ein ehemaliges Atomwaffentestgelände im australischen Bundesstaat South Australia. Hier wurden im Oktober 1953 im Rahmen der Operation Totem britische Nuklearwaffen getestet.

## Atomwaffentests
Das Vereinigte Königreich hatte seine erste Nuklearwaffenexplosion am 3. Oktober 1952 im Rahmen der sogenannten Operation Hurricane auf den Montebello-Inseln vor der Westküste Australiens durchgeführt. Für weitere Tests stellte die australische Regierung unter Premierminister Robert Menzies der britischen Regierung unter Premierminister Winston Churchill ein Testgelände in Südaustralien zur Verfügung. Das Testgelände bestand aus einem Sandsteinplateau in der Großen Victoria-Wüste. Im Rahmen der Operation Totem fanden dort zwei Nukleartests mit Plutonium-Bomben statt, die jeweils auf einem Turm nahe der Erdoberfläche befestigt worden waren. Am  15. Oktober 1953 explodierte Totem 1 mit einer Sprengkraft von 10 kt (28° 42′ S, 132° 22′ O) und führte zu einer 4,500 m hohen Wolke, deren radioaktiver Niederschlag in der Umgebung niederging und zum Teil auch kleinere menschliche Ansiedlungen kontaminierte. Die Wolke driftete ostwärts und erreichte 3 Tage später die australische Ostküste bei Townsville. Drei Tage später explodierte Totem 2 mit einer Sprengkraft von 8 kt (28° 43′ S, 132° 23′ O). Die entstandene 8.500 m hohe Wolke nahm denselben Weg und war noch 500 km weiter zu verfolgen.
Nach den beiden Explosionen wurde Emu Field als Testgelände wieder aufgegeben. Weitere britische Nukleartests in Australien fanden wieder auf den Montebello-Inseln und auf dem Testgelände in Maralinga (ebenfalls South Australia) statt.
Im Jahr 1985 untersuchte eine britische Kommission die Folgen der britischen Nukleartests in Australien. Im Abschlussbericht stellte die Kommission fest, dass die Windbedingungen zum Zeitpunkt der Explosion von Totem 1 hätten voraussehen lassen können, dass es einen inakzeptabel breiten radioaktiven Niederschlag geben würde. Die Information der Bevölkerung in den davon betroffenen Gebieten sei nicht ausreichend gewesen. Insbesondere Angehörige der Aborigines seien davon betroffen gewesen. Mindestens 45 Aborigine-Angehörige im Ort Wallatina hätten Zeichen akuter Strahlenkrankheit gezeigt, an deren Folgen etwa die Hälfte später verstorben sei. Ähnliche Effekte seien auch bei anderen Aborigine-Siedlungen zu beobachten gewesen.
Die britischen Nukleartests auf australischem Territorium dauerten noch bis zum Jahr 1963 und wurden dann eingestellt.